# طومار دره‌سی علیا
طوماردره سی علیا یک روستا در ایران است که در استان اردبیل واقع شده‌است. طوماردره سی علیا ۲۷ نفر جمعیت دارد.